# Wayne C. Smith

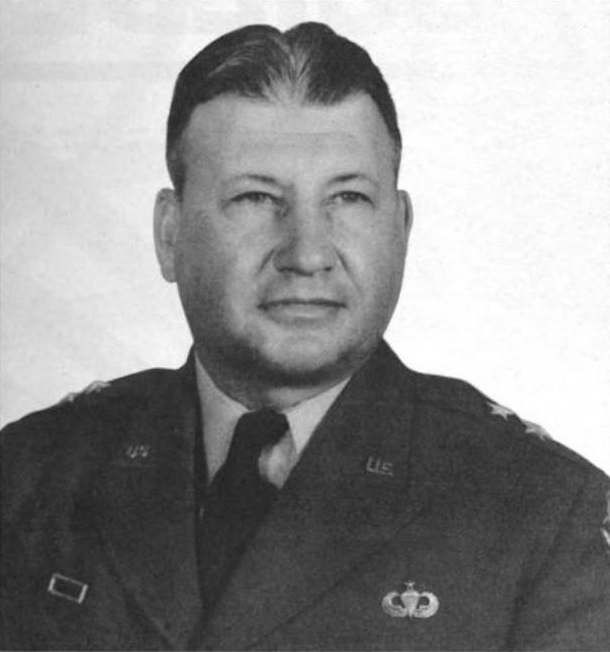
Wayne C. Smith

Wayne Carleton Smith (* 4. Dezember 1901 in Saint Joseph, Buchanan County, Missouri; † 13. November 1964 in Farmington, Franklin County, Maine) war ein Generalmajor der United States Army. Er war unter anderem Kommandeur der 7. Infanteriedivision.
In den Jahren 1921 bis 1925 durchlief Wayne Smith die United States Military Academy in West Point. Nach seiner Graduation wurde er als Leutnant in das Offizierskorps des US-Heeres aufgenommen. In der Armee durchlief er anschließend alle Offiziersränge vom Leutnant bis zum Zwei-Sterne-General.
Im Lauf seiner militärischen Karriere absolvierte er verschiedene Kurse und Schulungen. Dazu gehörten unter anderem das Command and General Staff College und eine Ausbildung zum Fallschirmspringer.
In seinen jüngeren Jahren absolvierte er den für Offiziere in den niederen Rangstufen üblichen Dienst in unterschiedlichen Einheiten und Standorten. Dazu gehörten auch Aufgaben als Stabsoffizier in verschiedenen Hauptquartieren. Einer seiner ersten Einsätze führte ihn nach Tianjin in China, wo er Zugführer in einer Kompanie des 15. Infanterieregiments war. In den 1930er Jahren setze er seine Offizierslaufbahn an unterschiedlichen Standorten und bei verschiedenen Einheiten fort.
Am 1. Juni 1941 wurde er Leiter der Stabsabteilung G4 (Logistik und Nachschub) beim VII. Korps (Assistant Chief of Staff (G-4), VII Corps). Diesen Posten bekleidete er bis zum 27. Juni 1943. In diese Zeit fiel der amerikanische Eintritt in den Zweiten Weltkrieg. Das VII. Korps war zunächst in den Vereinigten Staaten stationiert, wo es an mehreren Manövern zur Vorbereitung auf einen Kriegseinsatz teilnahm. Zwischen Juni und August 1943 war Smith Stabsoffizier beim Hawaiian Department, einer Vorgängerorganisation der späteren United States Army Pacific. Anschließend war er bis Juli 1944 Stabschef des Army Port & Service Commands. Danach wurde er Stabschef des Central Pacific Base Commands. Diese Stelle bekleidete er bis zum 1. November 1945.
Zwischen November 1945 und Oktober 1947 kommandierte Wayne Smith den Militärstandort um die Schofield Barracks in Hawaii. Danach gehörte er bis zum April 1949 dem Stab der gerade reaktivierten 9. Infanteriedivision an. Daran schloss sich eine Versetzung zum Stab der 11. Luftlandedivision an, die in Fort Campbell in Kentucky stationiert war. Im Jahr 1951 war er zudem stellvertretender Kommandeur des Militärstandorts Fort Campbell. Zwischen November 1950 und Januar 1952 war er dort gleichzeitig kommissarischer Kommandeur der 11. Luftlandedivision.
Danach wurde er zum Stab des IX. Korps versetzt, das im Koreakrieg eingesetzt war. Zwischen Juli 1952 und März 1953 hatte Smith den Oberbefehl über die ebenfalls im Koreakrieg eingesetzte 7. Infanteriedivision. Die Division war dabei in schwere Gefechte verwickelt. Nach dem Ende seiner Zeit als Divisionskommandeur wurde Wayne Smith für kurze Zeit zum Stab der 45. Infanteriedivision versetzt, die damals auch in Südkorea stationiert war.
Zwischen Mai 1953 und Mai 1955 war Smith regulärer Kommandeur der 11. Luftlandedivision. Danach war er bis 1957 Stabschef der militärischen Beratergruppe für die Philippinen (Chief of staff to the Joint United States Military Advisory Group in the Philippines). Anschließend trat er in den Ruhestand.
Wayne Smith starb am 13. November 1964 und wurde auf dem Friedhof der Militärakademie in West Point beigesetzt.

## Orden und Auszeichnungen
Wayne Smith erhielt im Lauf seiner militärischen Laufbahn unter anderem folgende Auszeichnungen:
- Distinguished Service Cross
- Army Distinguished Service Medal
- Legion of Merit
- Soldier’s Medal
- Bronze Star Medal
- Air Medal
- American Defense Service Medal
- American Campaign Medal
- European-African-Middle Eastern Campaign Medal
- Asiatic-Pacific Campaign Medal
- World War II Victory Medal
- Army of Occupation Medal
- National Defense Service Medal
- Korean Service Medal
- Presidential Unit Citation (Südkorea)
- United Nations Service Medal Korea (UNO)
- Korean War Service Medal (Südkorea)